# Szíria hívójelkörzetei
Szíria jelenleg (2024) nincs felosztva hívójelkörzetekre.
Szíria számára az ITU az YK, 6C hívójelprefixet határozta meg.
| Prefix | Körzet | Hely/jelleg | ITU zóna | CQ zóna | 1 szintű QTH lokátor |
| ------ | ------ | ----------- | -------- | ------- | -------------------- |
| YK     | [0..9] | Szíria      | 39       | 20      | KM, LM               |
| 6C     | [0..9] | Szíria      | 39       | 20      | KM, LM               |
| AR     | 1      | Kivezetve   | 39       | 20      | KM, LM               |

## Lajstromjel
Vízi és légi járművek lajstromjelezéséhez az YK prefixet használják.